# 友愛街市

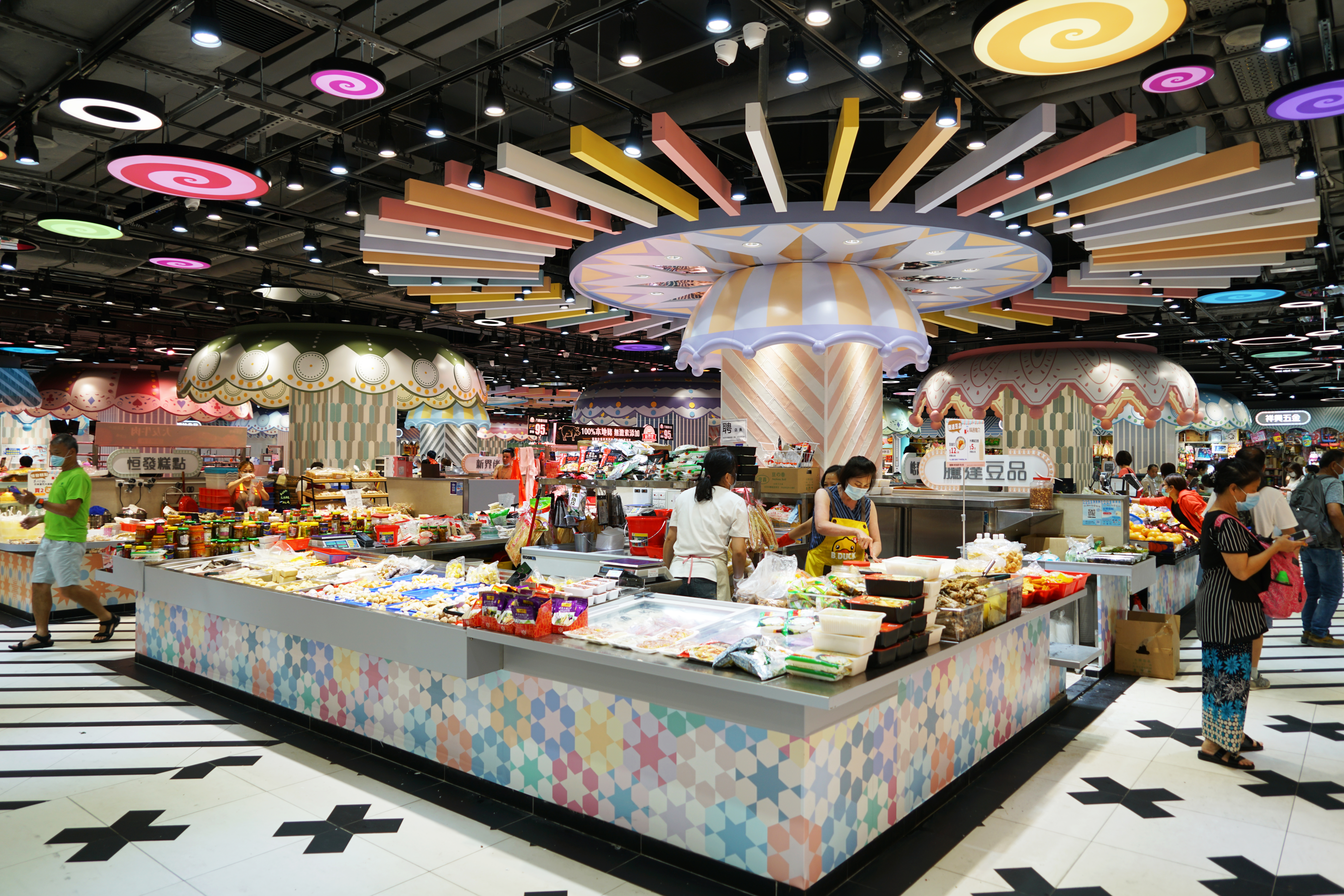
現時的友愛街市內貌（2020年－）

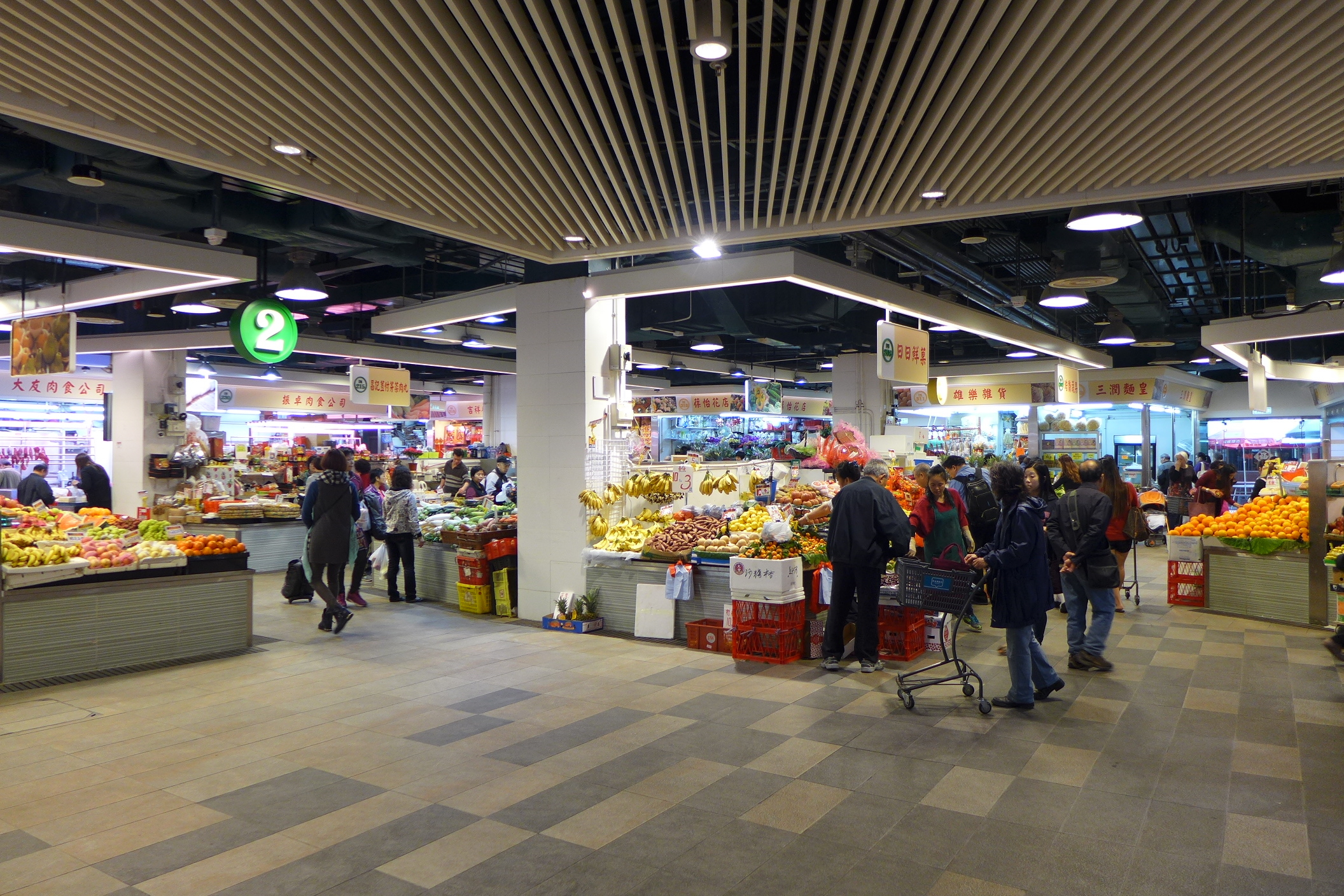
友愛街市首次翻新後的領展時期（2014年－2020年）

友愛街市首次翻新前的面貌，沿用1970年代末的簡單設計，場外設有計重秤，入口無需推門，天花照明不多並呈傾斜形狀，場內不設空調只有風扇，外牆有多個方形洞以助通風（1980年－2014年）

友愛街市（英語：Yo Mart），是香港屯門友愛邨愛定商場D區地面層一個室內鮮活街市，為屯門區繼大興街市後、第二個落成的公屋街市，於1980年啟用，主要服務友愛邨、安定邨與兆安苑一帶民居，街市曾於2014及2020年全面翻新，現由建華集團負責管理營運。

## 首次翻新前後
起初的友愛街市（英語：Yau Oi Market）由房屋署建築師設計、房屋署營運管理，設計實而不華，場內燈光較昏暗，設有價格廉宜的乾、濕貨，不設空調並以風扇及外牆密集的方形洞散熱。2005年，友愛街市隨著安定友愛商場出售予領展營運，同年結束位於安定邨的安定街市。領展於2012年起對安定友愛商場進行近5億港元的資產提升翻新工程，2014年將友愛街市首次翻新，加裝空調並設46個舖位，地磚全面重鋪，增加燈光改善照明，場內中央位置舖位改為半身高開放式設計以增添空間感。2015年，安定友愛商場翻新完成改稱「H.A.N.D.S」，取消友愛街市（Yau Oi Market）的獨立稱呼，改為屬於H.A.N.D.S的街市（Market）部份。

## 第二次翻新後
2017年基匯資本以50億港元高價向領展購入H.A.N.D.S商場和街市。2018年，時任屯門區區議員譚駿賢表示，街市商戶於2018年12月底收到基匯資本發出的通知信，要求全數商戶於2019年6月30日前離場。有檔主指，基匯資本事前只單獨約見商戶一次，當時不少商戶都對此租約未完就被趕走感不滿，惟最後仍然收到6月要清場的通知。最後於當區區議員與基匯資本協商後，將翻新計劃由2019年6月推遲至2020年3月。
2020年2月29日，基匯資本正式收回友愛街市，並外判予建華集團，由建華負責翻新，工程耗資超過一千萬港元。而街市內的大昌食品亦在2月28日最後一天營業。翻新期間，在街市外設置四個檔位的臨時街市，並於6月22日翻新完成後重開，重新增設中英文名稱並改為「Yo Mart 友愛街市」，第二次翻新後增至71個舖位並首設小食街，為香港唯一設計成童話風格的街市，外型參考東歐建築元素。 

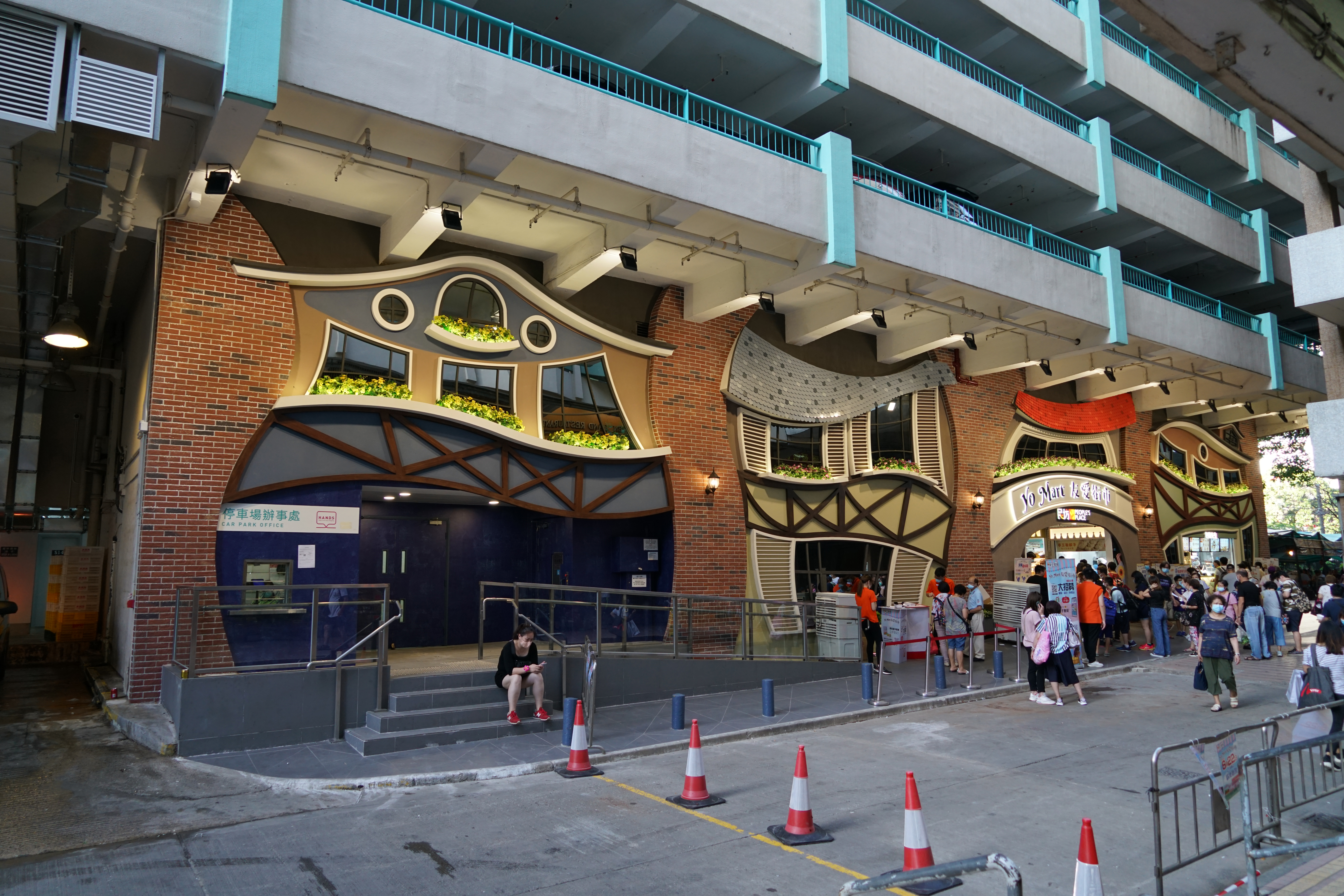
現時由建華翻新後的街市外貌及入口，設計參照波蘭窗門變形扭曲的哈哈屋
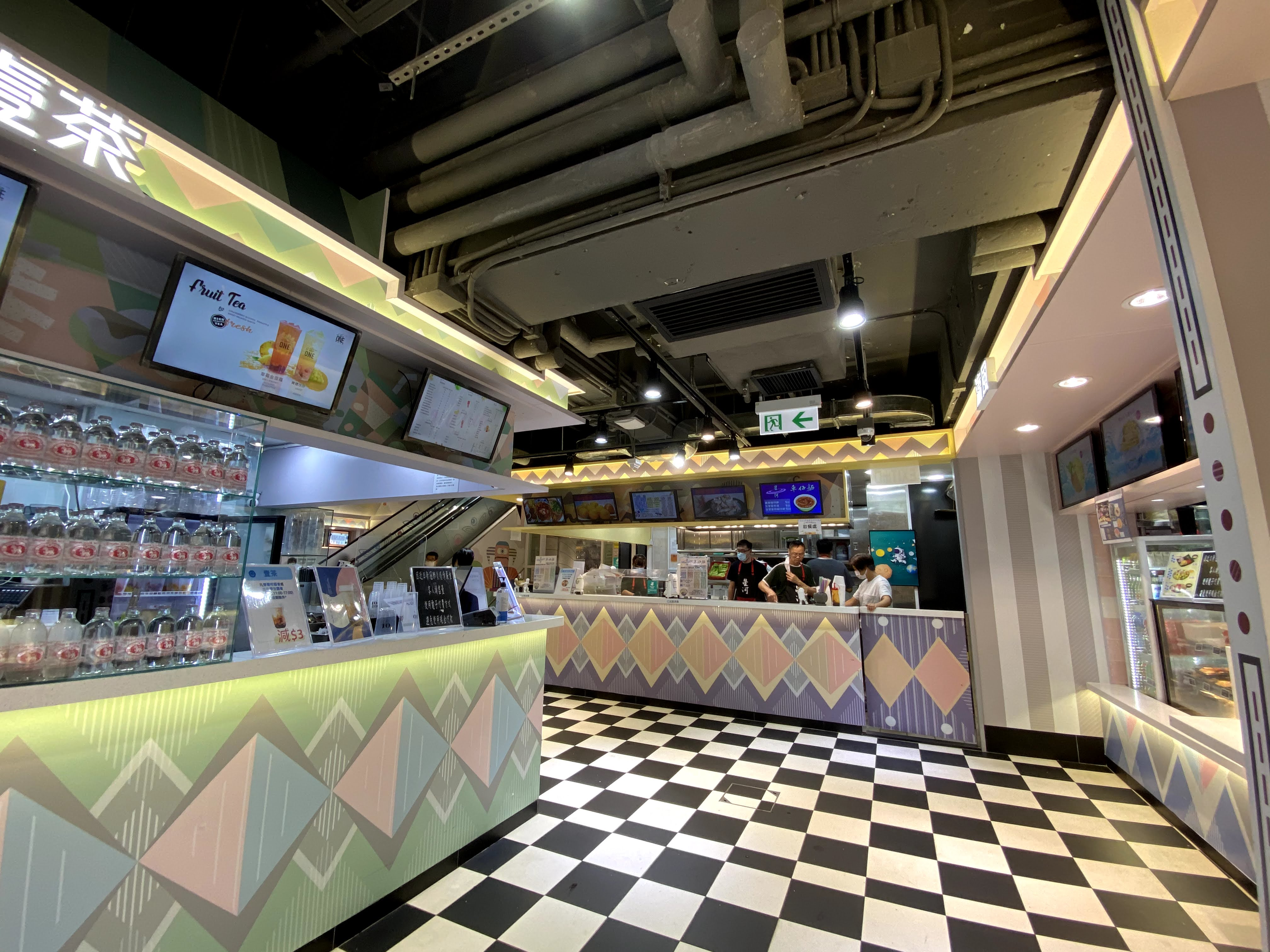
第二次翻新後的基匯資本時期小食街
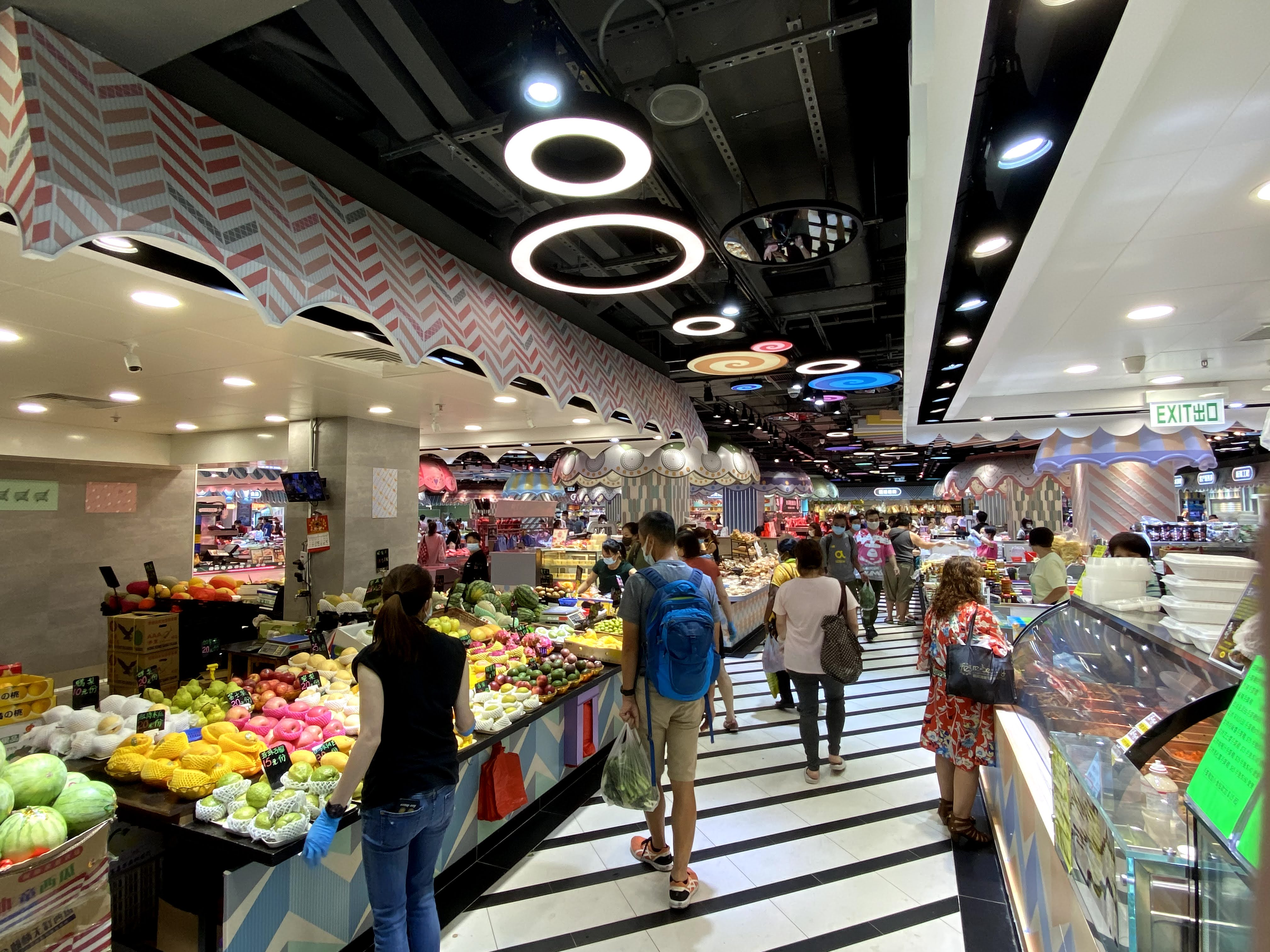
第二次翻新後的基匯資本時期
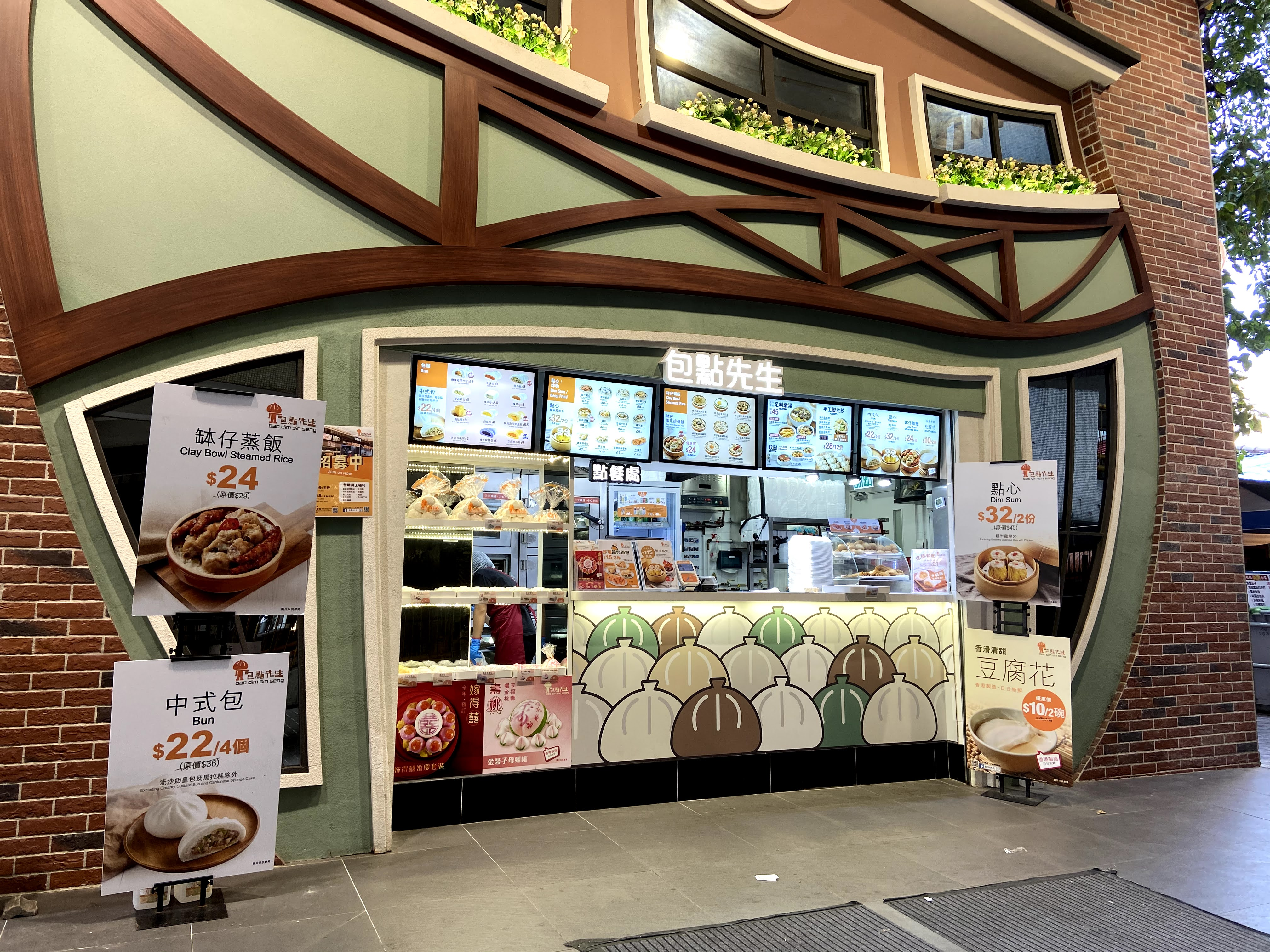
由建華翻新後開設旗下自家品牌「包點先生」
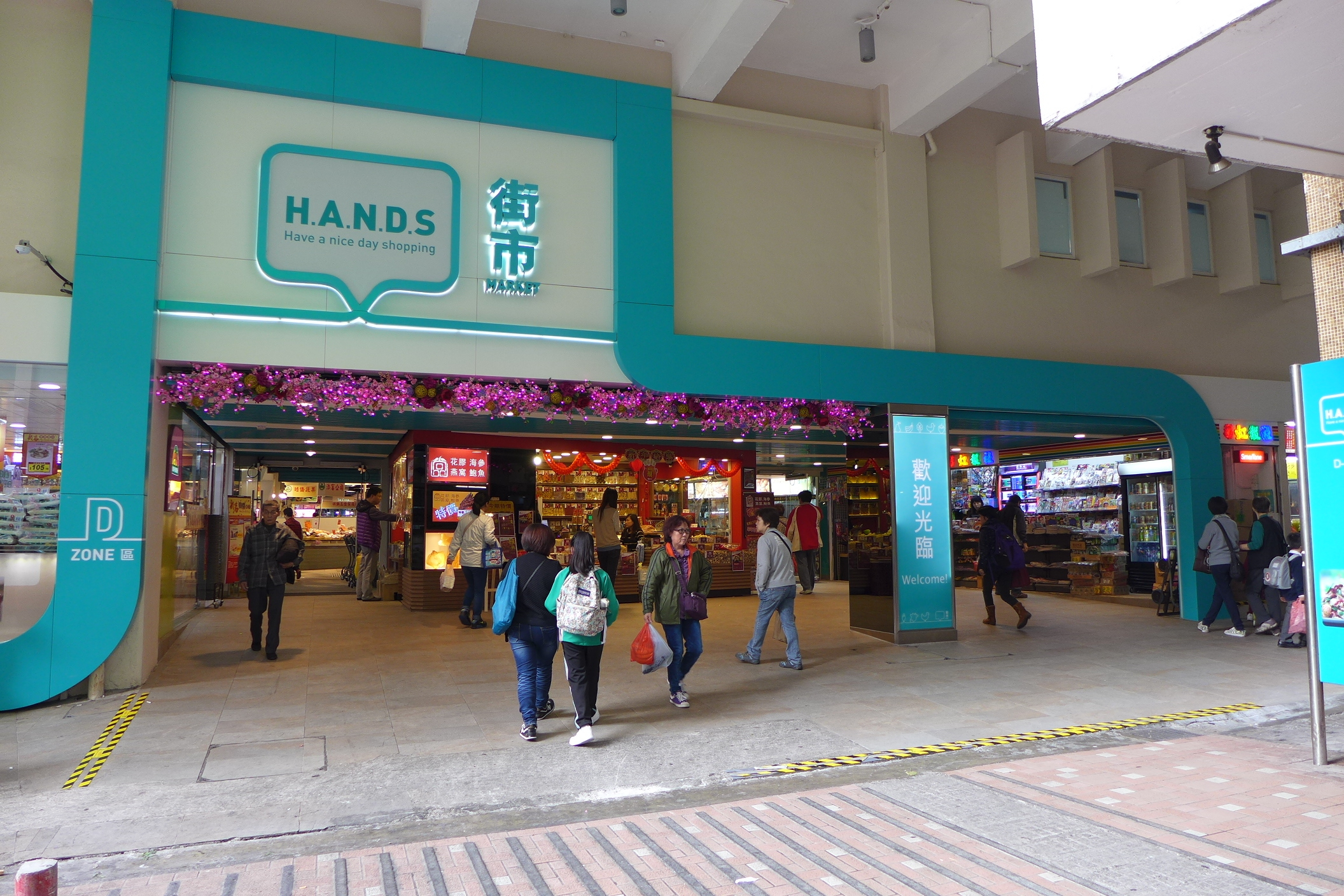
首次翻新後的領展時期入口
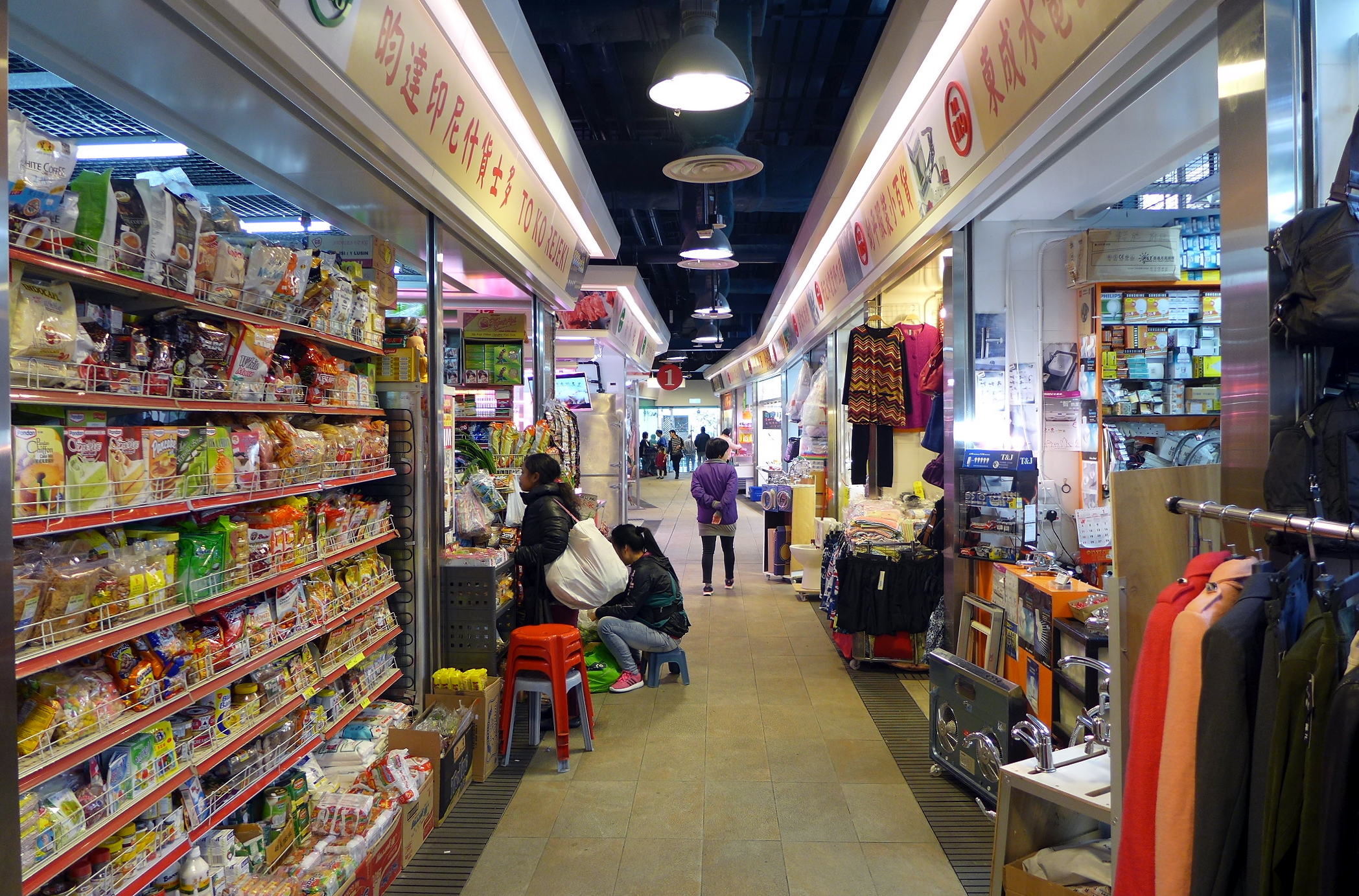
首次翻新後的領展時期
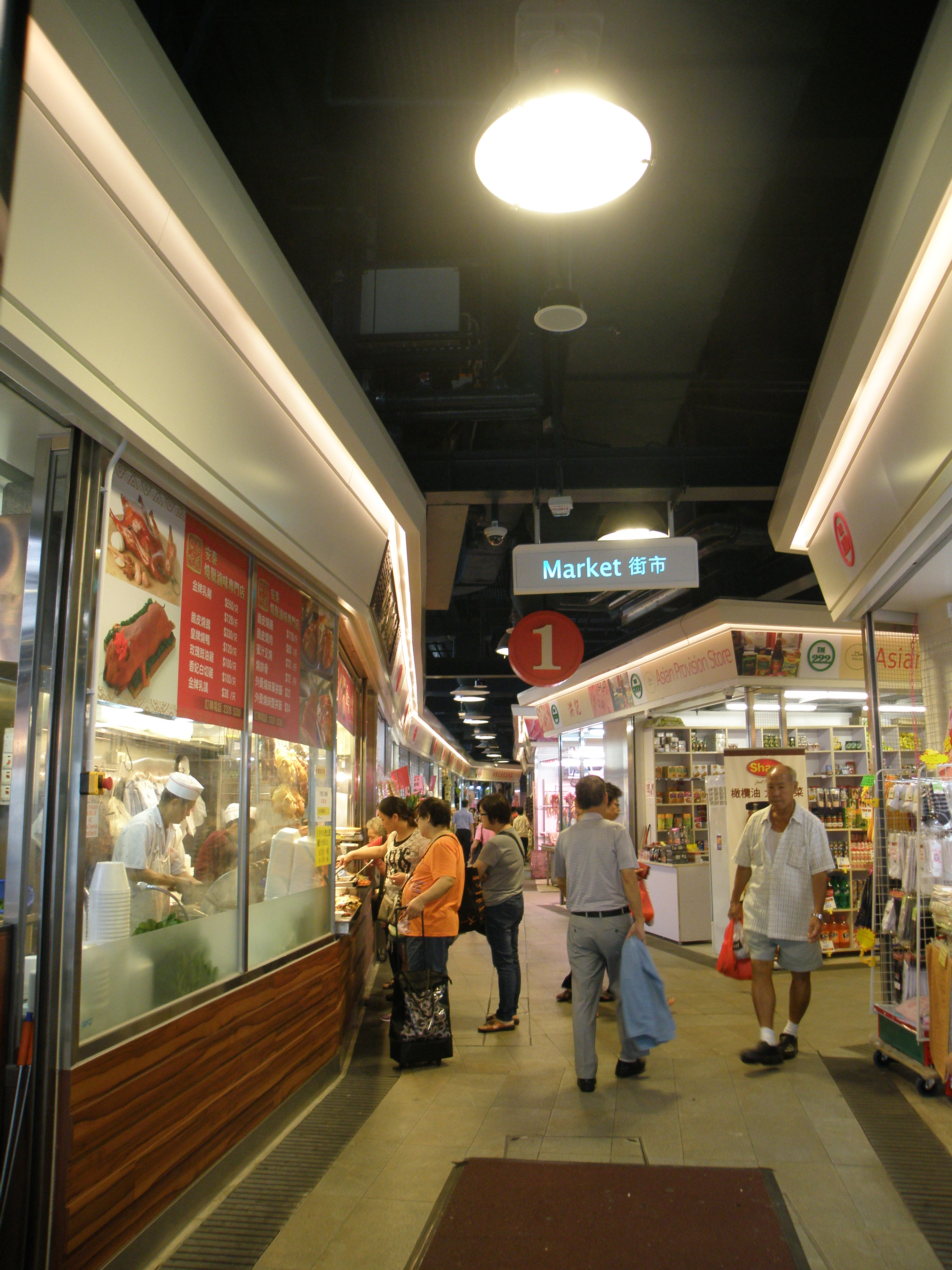
首次翻新後的領展時期